# Школьное образование в России
Школьное образование — важный элемент гражданского образования в современном обществе, формирующий у ребёнка базовые знания и навыки. Поскольку дошкольное образование было включено Федеральным законом «Об образовании в  Российской Федерации» в структуру общего образования, понятия «школьное образование» и «общее образование» в России с юридической точки зрения перестали быть синонимичными. Полное среднее образование в школе длится 11 классов. Неполное среднее образование длится 9 классов.
Школы в России дают обучающимся общее образование. Школы, дающие только стандартный курс общего образования, именуются просто «средними школами», а школы, дающие углублённые знания по отдельным дисциплинам, либо вводящие в дополнение к обязательному курсу собственные дисциплины, могут именоваться иначе («школа с углублённым изучением предметов», «лицей», «гимназия»).
Обучение в государственных средних школах (в том числе школах с углублённым изучением предметов) официально является бесплатным. В последние десятилетия существования СССР школы также бесплатно снабжали учеников учебниками, сейчас в некоторых школах также бесплатно снабжают учебниками, в других приобретаются родителями.
Нормативные сроки освоения общеобразовательных программ по уровням общего образования:
- начальное общее образование — 4 года;
- основное общее образование — 5 лет;
- среднее общее образование — 2 года.

Основное общее образование в школе, согласно ст. 43 Конституции РФ, является обязательным для всех. Ответственность возлагается на родителей или законных представителей, которые с учётом мнения детей имеют право выбора образовательного учреждения и формы обучения детей до получения ими основного общего образования.
Получение образования имеет ограничение учебного времени учащегося, согласно Федеральному государственному образовательному стандарту (ФГОС).
Школьный курс делится на три этапа, по традиции именуемые «начальная школа», «основная школа» и «старшие классы».

## История
Согласно декрету «Об отделении церкви от государства и школы от церкви» церковно-приходская школа была преобразована в 1919 году в начальную школу с 5-летним сроком обучения (с 1923 года — с 4-летним).
Постановлением Совета Народных Комиссаров от 18 декабря 1923 года была создана единая трудовая школа, в которой обучаются совместно дети обоих полов. Школа состояла из двух ступеней:
- школа первой ступени для детей 8—11 лет (первые начальные 4 года обучения);
- школа второй ступени для детей 12—17 лет (обучение с 5-го по 9 классы).

С 1929 года в школе появляются 10-е классы. Реорганизована позднее в среднюю общеобразовательную школу.
В 1930 году введено всеобщее обязательное начальное обучение детей в возрасте 8—10 лет, а в городах, фабрично-заводских районах и рабочих посёлках — всеобщее обязательное 7-летнее обучение.
В 1933 году устанавливаются единые обязательные учебники по каждому предмету.
В 1934 году Постановлением СНК СССР и ЦК ВКП(б) «О структуре начальной и средней школы в СССР» закрепляется структура советской начальной и средней школы:
- начальная школа (с 1 по 4 классы);
- неполная средняя школа (с 5 по 7 классы);
- средняя школа (с 8 по 10 классы).

В советский период в школах появляется большое количество учителей-женщин. Так, в Башкирской АССР по переписи 1939 года 66,5 % городских (3254 человека) и 47,9 % (8573 человека) сельских учителей были женщинами.
В 1936—1938 годах в РСФСР была проведена первая аттестация советских учителей. Многие учителя её не смогли пройти. Например, в Башкирской АССР аттестацию выдержали только 52,9 % педагогов.
В 1940 году вводится плата за обучение для всех учащихся 8—10 классов средних школ, студентов вузов, техникумов и училищ (отменяется в 1956 году).
А в 1943 году введено раздельное обучение мальчиков и девочек в общеобразовательной школе (отменяется в 1954 году).
В 1947 году постановлением ЦК ВКП(б) «О преподавании логики и психологии в средней школе» вводится преподавание логики и психологии в 9—10 классах средней школы (отменено в 1955 году).
В 1958 году установлено всеобщее обязательное 8-летнее образование (вместо 7-летнего). Переход на него полностью был осуществлён лишь к 1963 году. Полное среднее образование было увеличено на один дополнительный класс с 10 до 11 лет обучения, но через пять лет 11 класс был ликвидирован, как неудавшийся эксперимент.
В 1966 году вводятся новые учебные планы и программы, которые обеспечивали бы приведение содержания образования в соответствие с требованиями опережающего развития науки, техники и культуры. Так, в 5—7 и 10 классах была введена летняя трудовая практика, в 1970 году в 9 классе — новый предмет начальная военная подготовка, а в 7 классе — основы Советского государства и права.
В 1969 году была проведена реформа школьного образования, в результате которой была изменена структура начальной и средней общеобразовательной школы СССР:
- начальная школа сокращена с четырёх до трёх лет обучения ( обучение c 1-го по 3-й классы) ;
- неполная средняя школа увеличена за счёт начальной на один год (обучение с 4-го по 8-й классы);
- средняя школа (обучение с 9-го по 10-й классы).

Также на смену арифметике пришла математика, естествознание заменено курсом природоведения, которое стало изучаться сначала с 3-го класса, а с 1975 года — со 2 класса.
Реформа 1969 года сопровождалась сменой всего комплекта учебников для начальной и частично для средней школы.
В 1977 году новой Конституцией СССР законодательно закреплено осуществление всеобщего обязательного среднего 10-летнего образования и право граждан СССР на бесплатное образование всех уровней, от начального до высшего.
Вновь внедрение 11-летнего срока обучения началось в 1986 году, когда впервые были набраны классы, рассчитанные на этот срок. Эти классы были экспериментальными, но уже в следующем, 1987 году 11-летнее обучение было закреплено в нормативных документах. В 1989 году, когда для первого одиннадцатилетнего потока понадобилось освободить номер 4, во всех классах номер был единовременно увеличен на единицу (из третьего класса перешли в пятый, из четвёртого — в шестой, и т. д.).
В дальнейшем параллельно действовали две программы: 10-летняя (продолжительность начальной школы — 3 года) и 11-летняя (продолжительность начальной школы — 4 года). Ученикам предоставлялась возможность выбора, по какой из этих программ им учиться. Все ученики проходили ряд классов, пронумерованных с 1 по 11, но в случае 10-летнего срока обучения при переходе с начальной на основную ступень пропускали номер 4, из третьего класса переходя в пятый.
Две программы сосуществовали в течение 24 лет. Начиная с 2001 года, все вновь поступающие в школу обучаются только по 11-летней программе. Последние школьники, обучавшиеся 10 лет, были выпущены в 2010 году.
Во второй половине 2000-х годов произошло значительное сокращение численности школьных учителей. В 2006 году в России было 1 миллион 543 тыс. учителей, а к 2010 году их осталось 1 миллион 067 тыс. В 2010-е годы численность учителей почти не менялась, несмотря на оптимизацию — в 2019 году в школах работали 1 миллион 034 тысячи 626 учителей и 22142 педагога дополнительного образования.
К середине августа 2023 года количество зачисленных в школы учеников достигло рекордного уровня — около 110 тысяч. К началу учебного года этот показатель достигнет 120 тысяч.

## Начальная школа
По современным правилам в 1 класс принимаются ученики, которым на 1 сентября года поступления исполнилось шесть с половиной лет, то есть дети, которым на 1 марта года поступления исполнилось 6 лет. Однако, по разрешению учредителя, школа может принять в первый класс и детей более раннего возраста. На момент поступления в первый класс ученику обычно бывает от 6 до 8 лет.
Начальная школа занимает 4 года — с 1-го по 4-й класс. Её задачей является дать минимальный базовый набор знаний и умений, необходимых для жизни и любой работы: чтение, минимально грамотное письмо, элементарная математика, начальное трудовое обучение. Помимо этого проводятся общеразвивающие занятия: музыка, физкультура, иногда хореография, искусство, имеется предмет «окружающий мир», совмещающий в себе основы географии, биологии, обществознания и других предметов. Со второго класса (по нормам 2005 года) во всех школах вводится обучение иностранному языку (раньше иностранный язык в начальных классах изучался только в специализированных школах).
За классом в начальной школе закрепляется один учитель, который несёт ответственность за класс и ведёт почти все предметы (за исключением физкультуры, иностранного языка и музыки). Класс имеет одно собственное помещение, где проводятся все уроки, кроме тех, для которых требуется специальное помещение или оборудование. Количество уроков обычно не превышает пяти в день.
Исторически начальная школа была одним из возможных вариантов образования для людей, не нуждающихся в более полном образовании. Нередко её посещали подростки или даже взрослые ученики, которые в детстве не имели возможности посещать школу и обучиться грамоте. Окончив школу и получив начальное образование, ученик мог поступать на низкоквалифицированную работу. Но уже более полувека абсолютное большинство людей заканчивает начальную школу в детском возрасте, после чего переходит на следующий этап обучения.
В 1960-1970-е годы начальная школа была в обязательном порядке 3 года. Потом нужно было проучиться ещё 5 лет, чтобы получить неполное среднее образование, что давало право поступления в средние специальные учебные заведения, которые готовили специалистов среднего звена, их выпускников можно было встретить на должности мастера, начальника участка, начальника цеха, технолога, конструктора, и т. д. Потом 2 года: 9 и 10 классы — полное среднее образование, которое в те годы не было обязательным, но давало право поступления в вуз. Право поступления в вуз давало также среднее специальное образование, полученное, например, в техникуме.

## Основная школа
В течение пяти лет, с 5-го по 9-й класс, школьники учатся в основной школе. Основной курс средней школы даёт базовые знания по главным направлениям наук. В основной школе обучение ведётся по стандартной предметно-кабинетной системе: каждый учебный курс ведёт учитель — специалист по данной дисциплине (иногда по двум и более), за которым закреплён собственный кабинет, и класс в течение учебного дня переходит из кабинета в кабинет. Кроме того, за классом закрепляется классный руководитель — один из учителей школы (не обязательно ведущий в этом классе какие-либо уроки, а в некоторых школах — освобождённый от учебной работы вообще), который официально отвечает за класс, решает административные и организационные вопросы, связанные с обучением класса в целом и его учеников.
Общее количество изучаемых в основной школе дисциплин — около двух десятков. Среди них: алгебра, геометрия, физика, неорганическая и общая химия, основы органической химии, биология, русский язык, литература, история, обществознание, география, иностранный язык, информационно-коммуникационные технологии, музыка, изобразительное искусство, трудовое обучение, физкультура. Учебная нагрузка составляет в среднем шесть уроков в день.
По окончании основной школы ученики сдают Государственную (итоговую) аттестацию (ГИА) в форме ОГЭ: математика, русский язык и ещё два по выбору (под «сдачей» как результатом понимается получение отметки не ниже «удовлетворительно», в 2014—2015 годах сдача ГИА по выбору была необязательна, но начиная с 2016 года, сдача 2-х дополнительных предметов ГИА снова обязательна). По результатам обучения выдаётся документ — аттестат об основном общем образовании — подтверждающий факт обучения и содержащий оценки по всем изучаемым дисциплинам. По завершении основной школы часть учеников остаётся в школе и переходит в старшие классы, часть отправляется учиться в средних специальных учебных заведениях.

## Старшие классы
Основное назначение старших классов — подготовка к поступлению в вуз. В России это чаще всего последние два года обучения: 10 и 11 классы.
В учебный курс входит дальнейшее изучение части предметов, изучаемых ранее в основной школе, а также небольшое число новых дисциплин. В настоящее время делается очередная попытка перехода в старших классах на профильное обучение, когда ученик выбирает направление более углублённого изучения предметов, исходя из собственных склонностей. Набор возможных профилей обучения, предоставляемых школой, может варьироваться. Периодически обсуждается идея вернуть в учебный план для старших классов предмет НВП, рассматривавшийся во времена СССР как подготовка к службе в армии (этот предмет обычно вели отставные военные). Учебная нагрузка в старших классах составляет до семи уроков в день.
По завершении обучения сдаётся Единый государственный экзамен (ЕГЭ). Все обязаны сдать математику и русский язык. Сдача ЕГЭ по другим предметам является добровольной, при этом ученики выбирают, как правило, те предметы, которые нужны для поступления в выбранный вуз. Количество предметов, выбранных для сдачи ЕГЭ, не ограничено.
До всеобщего введения ЕГЭ (2009 год) выпускникам старшей ступени, получившим по всем предметам полугодовые, годовые и экзаменационные отметки «отлично», вручалась золотая медаль, а имеющим одну или две отметки «хорошо» — серебряная, и медалистам полагались льготы при поступлении в вуз по традиционной форме. С введением ЕГЭ выдача медалей по-прежнему допускается и практикуется в реальности не только в качестве морального поощрения — учащиеся, получившие такие медали, при поступлении получают дополнительные баллы (до 10, в зависимости от вуза) к сумме полученных по итогам сдачи ЕГЭ или вступительных испытаний. Дополнительным условием получения медали стало получение 70 баллов ЕГЭ по русскому языку и профильной (или оценка «5» по базовой) математике.
Успешно закончивший последний этап обучения получает Аттестат о среднем общем образовании — документ, подтверждающий получение знаний в объёме государственного стандарта. В приложении к аттестату указываются итоговые оценки по всем изученным предметам.

## Качество среднего образования в России
Одним из самых авторитетных исследований в области среднего образования в разных странах мира является исследование PISA, проводимое ОЭСР в сотрудничестве с ведущими мировыми образовательными центрами. В этом исследовании участвуют страны-участницы ОЭСР и страны, сотрудничающие с этой организацией, в том числе и Россия. По результатам наблюдения с 2000 по 2015 год прослеживается тенденция на улучшение качества образования в России. Так, по математике Россия поднялась с 29 места (из 39 стран) до 23 (из 73), по чтению с 27 (из 40) до 26 (из 73), по естественным наукам с 34 (из 52) до 32 (из 73).
По результатам анализа отчёта PISA за 2018, показатели качества российского образования за последние три года снизились. В рейтинге из 79 стран за 2018 год российские школьники оказались на 31-м месте по читательской грамотности (479 баллов из 1000), на 30-м месте по математической грамотности (488 баллов) и на 33-м месте по естественнонаучной грамотности (478 баллов).
При этом для трёх отдельных регионов РФ — Москвы, Московской области и Татарстана — была сформирована дополнительная выборка. Московские школьники улучшили показатели в сравнении с 2015 годом. По читательской грамотности Москва набрала 534 балла, оказавшись на третьем месте в мире после Сингапура и четырех китайских провинций.
В интерпретации ВШЭ, говоря о PISA в связи с социальным неравенством, отмечается, что сильнее всего в период с 2015 по 2018 год снизились результаты российских учащихся из семей с низким социально-экономическим статусом, который традиционно измеряется через наличие высшего образования у родителей, их социально-профессиональный статус и уровень материального благосостояния семьи. Особенно это заметно у школьников, матери которых не получили высшее образование.

## Нововведения в структуру образования
С 1 января 2015 года согласно приказу Министерства образования и науки Российской Федерации от 08.12.2014 № 1559 все школьные учебники в России должны иметь электронную версию. Данное условие стало обязательным для включения в федеральный перечень учебников. Содержание учебника в электронной форме должно соответствовать по структуре, содержанию и художественному оформлению печатной версии, а также дополнять её мультимедийными и интерактивными элементами.
В соответствии с нововведением разработаны электронные учебные пособия, которые содержат гиперссылки на встроенные энциклопедии, более развернутое иллюстрирование с возможностью его прокрутки, кросс-ссылки между разными разделами учебника. В таком учебнике стало возможно использование аудио и видеоматериалов, графики, которые позволяют учащимся лучше усваивать пройденный материал.

## Школы с этнокультурным компонентом
С конца 1980-х годов в России стали появляться школы с этнокультурным компонентом. В Москве в таких школах к началу 2010-х годов училось свыше 20 тысяч детей. Но затем количество таких школ стало стремительно сокращаться, чему способствовало изменение концепции Минобразования России по отношению к мигрантам (ориентация на социально-культурную инклюзию и создание крупных образовательных комплексов).

## Проблемы
В 1999 году сотрудники Минобразования и Госкомстата России подсчитали число детей, не посещавших школы. Их оказалось около 100 тысяч человек. В 2002 году Минобразования России подсчитало, что 368 тысяч детей и подростков от 7 до 17 лет официально не посещают образовательные учреждения. При этом не были учтены беспризорные дети, иначе число детей, не посещавших школы, было бы существенно выше.